# Неин, Хосе
Хосе́ Эдуардо Неин (исп. José Eduardo Nehin; 13 октября 1905, Сан-Хуан — 16 декабря 1957) — аргентинский футболист, полузащитник.

## Карьера
Хосе Неин родился в семье ливанского происхождения. Он начал играть в молодёжном составе клуба «Десампарадос». За основной состав команды Неин выступал с 1920, по другим данным с 1923, по третьим с 1924 по 1934 год, по другим данным по 1932 год. Вместе с ним в команде играли его братья, Наун и Пабло, сформировав трио, прозванное «Десятилетие Неинов». С 1935 по 1937 год Хосе играл за клуб «Эстудиантес». По другим данным он ушёл из футбола в 1934 году.
В 1934 году АФА создало список из 800 аргентинских футболистов, которые могли статья кандидатами на поездку на чемпионат мира. Из них были выбраны 18 игроков, а из этих футболистов, Альфредо Девинченци стал капитаном, а Неин вице-капитаном команды. Там аргентинцы провели один матч — со Швецией, в котором потерпели поражение. В некоторых источниках указано, что в этой игре капитаном был Девинченци. В других, что тот до начала турнира самовольно уехал во Флоренцию, чтобы навестить родственников, за что был лишён капитанской повязки, вследствие чего капитаном во встрече был Неин. После турнира ФИФА, среди прочих игроков, пригласила Хосе для участия в турнире по Европе, которое продолжалось шесть месяцев. В тот период для полузащитника поступали множественные предложения от клубов «Старого Света», но он отказывался.
После окончания карьеры, Неин устроился бондарём на винодельне El Globo. Когда Хосе сделали предложение баллотироваться в местный парламент, он сказал: «Ты смеешься надо мной. Я не имею права быть депутатом». Неин умер в возрасте 52 лет от поражения от удара током. Его внук, Хуан Пабло Неин также являлся футболистом, и даже участвовал на чемпионате мира среди слабо слышащих. В 1999 году Хосе признали Спортсменом века в Сан-Хуане. Его именем назвали регулярный футбольный турнир в Ривадавии и стадион «Десампарадоса» — Эль Серпентарио.

## Международная статистика
| Матчи Хосе Неина за сборную Аргентины | Матчи Хосе Неина за сборную Аргентины | Матчи Хосе Неина за сборную Аргентины | Матчи Хосе Неина за сборную Аргентины | Матчи Хосе Неина за сборную Аргентины | Матчи Хосе Неина за сборную Аргентины | Матчи Хосе Неина за сборную Аргентины |
| ------------------------------------- | ------------------------------------- | ------------------------------------- | ------------------------------------- | ------------------------------------- | ------------------------------------- | ------------------------------------- |
| №                                     | Дата                                  | Место проведения                      | Оппонент                              | Счёт                                  | Голы                                  | Турнир                                |
| 1                                     | 27 мая 1934                           | Болонья                               | Швеция                                | 2:3                                   | —                                     | Чемпионат мира                        |